# Badia Biscaïna

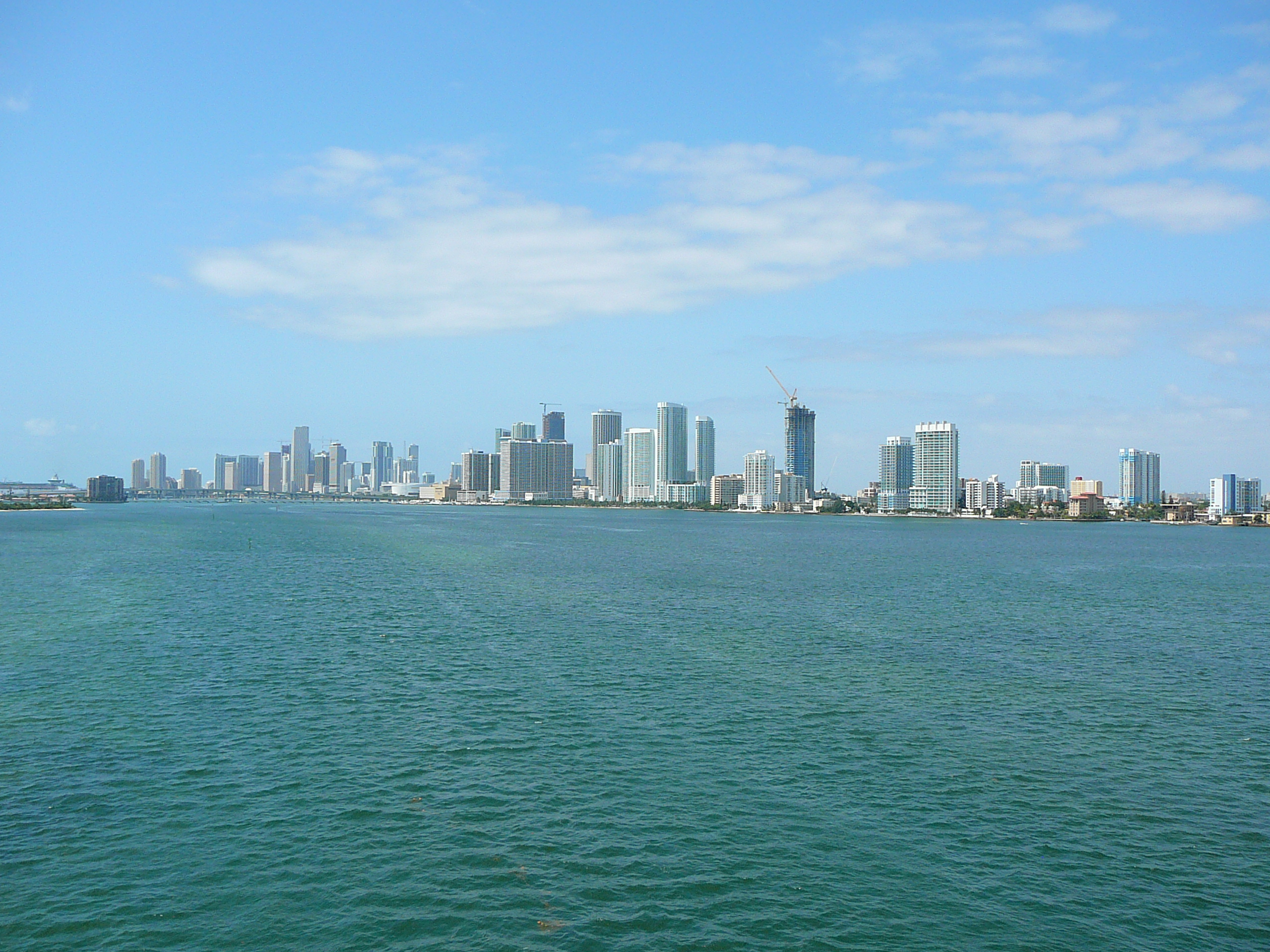
Vista de la part nord de la badia biscaïna amb Miami, maig de 2008

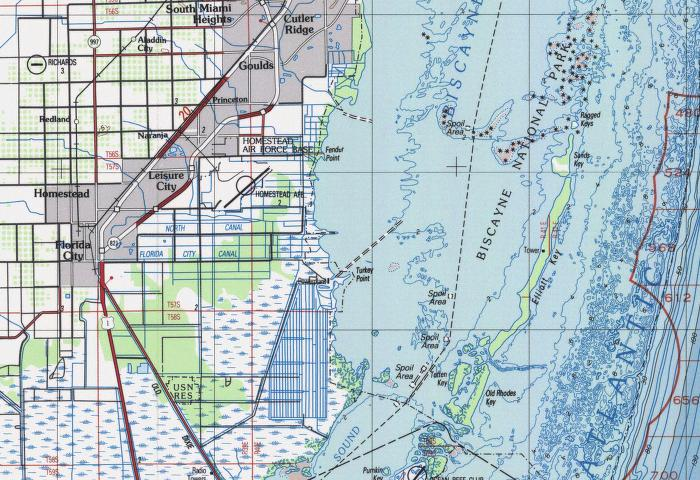
La part sud té el gruix del «Parc Nacional Biscayne»

La Badia Biscaïna (en anglès: Biscayne Bay, en castellà:Bahía Vizcaína, és una llacuna de 56 km de longitud i 13 km d'amplada, situada a la costa de l'oceà Atlàntic del sud de Florida. Normalment se subdivideix en tres parts: North Bay, Central Bay, i South Bay. Ocupa una superfície de 1.110 km². La seva conca de drenatge és de 2.430 km².
En la part nord de la badia es troben les ciutats de Miami i Miami Beach, en el centre i el sud es troba el Parc Nacional Biscayne, creat l'any 1980.

Badia biscaïna a Miami